# 茂庭升元
茂庭 升元（もにわ なりもと）は、江戸時代の武士。仙台藩重臣・茂庭氏当主。陸奥国志田郡松山領主。

## 生涯
文政12年（1829年）、8代目松山領主・茂庭有元の二男として生まれる。幼名は与七郎。
天保6年（1835年）に9代目の兄・徳元が早世したため家督を相続し、10代目の松山領主となったが、幼少のため弘化2年（1845年）まで叔父の白石城主・片倉宗景が後見人として家政を監督した。この間に発生した天保の大飢饉では、藩当局による廻米強行と日本海側からの食糧買付失敗とが相まって松山領内においても多くの犠牲者が出ている。
弘化4年（1847年）、藩主・伊達慶邦の名代として孝明天皇の即位式に祝賀使として上洛する。帰国後、升元は大任を無事果たせたことを感謝するため、上洛に随行した家臣の小野寺鳳谷（養賢堂指南役）に命じて、絵馬に茂庭氏の祖先・斎藤（鬼庭）実良が大蛇を退治する場面を描かせ、これを松山郷の総鎮守である羽黒権現に奉納した（昭和54年（1979年）6月1日、松山町により文化財に指定）。この絵馬の図柄の意図は、文化露寇以来次々と迫り来る国難を大蛇に例え、升元がこれを払い除ける覚悟を示したものであると解釈されており、升元はこれを実現するため茂庭家中の訓練に力を注いだ。
嘉永3年（1850年）、慶邦が領内巡見の途上で松山に滞在した際には、千石村の広岡台で演習を披露した。この時の演習の形式は、家臣を源・平二組に分け、升元と弟の勝三郎が各々を指揮して打毬を行うというものであった。安政元年（1854年）には、兵学者としても著名であった家老・小沢和英の献策を容れて砲術訓練所（南台講武所）を開設し、小沢・小野寺の指導の下で洋式調練を実施した。その成果は翌安政2年（1855年）に慶邦が杉山台において催した練兵式において披露され、升元は指揮ぶりを賞されて時服と佩刀の延寿国資などを拝領した。
安政5年（1858年）5月26日死去。享年30。嫡男・敬元が家督を相続した。

## 系譜
- 父：茂庭有元
- 母：広子（松前広文の娘）

- 正室：小梁川盛之の娘
  - 女子 - 長女。夭逝
  - ちさ - 二女。茂庭元徳室
  - かつ - 三女。日下峰松室
  - 茂庭敬元 - 二男
  - 茂庭元郁 - 三男

- 側室：某氏
  - 茂庭元功 - 長男